# Cesar Korej
Cesar Korej (孝霊天皇 "Korej-tenno"), znan tudi kot "Oojamatonekohikofutoni no Mikoto (大日本根子彦太瓊天皇)" je bil sedmi japonski cesar v skladu s tradicionalnim nasledstvom. Njegovemu življenju ne moremo z gotovostjo pripisati datumov, po dogovoru je vladal med leti 290 in 215 pr. n. št. v Obdobju Jajoj, lahko pa da je živel v času prvega stoletja.

## Legenda
Sodobni strokovnjaki so postavili pod vprašaj obstoj vsaj prvih devetih cesarjev; Korejev potomec cesar Sudžin je prvi, za katerega sklepajo, da je dejansko obstajal. Ime Korej-tenno mu je bilo dodeljeno posmrtno v času cesarja Kanmuja. Zgodovinarji ga obravnavajo kot »legendarno osebnost«, saj so podatki o njegovem življenju redki in pogosto nezanesljivi. Šele vladavini cesarja Kinmeja v 6. stoletju lahko pripišemo preverljive datume, imena in časi vladanja zgodnjih cesarjev so bili potrjeni kot tradicionalni v času cesarja Kanmuja, 50. vladarja dinastije Jamato. V Kodžikiju in Nihon Šokiju sta zabeležena samo njegovo ime in rodoslovje. Bil naj bi najstarejši sin cesarja Koana in Ošihime, hčerke Ametarašihiko-Kunio-šihito-no-mikoto.
Trenutno ima kljub pomanjkanju dokazov o obstoju lastno cesarsko posvečeno svetišče (misasagi) z mavzolejem v Odžiju, imenovano Kataoka no Umasaka no misasagi. Uvrščajo ga kot šestega med osmimi nedokumentiranimi cesarji (欠史八代 "Kešši-hačidaj"), za katere ne poznamo legend, povezanih z njihovimi življenji. Kodžiki navaja, da so med njegovo vladavino zasedli provinco Kibi.
Džien je dokumentiral, da je vladal iz palače Ihoto-no-mija pri Kurodi, del kasnejše province Jamato. Njegovo posmrtno ime pomeni »nabožna duša«. Ni dvoma, da je ime kitajsko po obliki in budistično po implikaciji, kar nakazuje, da je bilo pridano stoletja kasneje, v času, ko so bile v Kodžiki zapisane legende o dinastiji Jamato.